# Les Moëres (Francja)
Les Moëres – miejscowość i gmina we Francji, w regionie Hauts-de-France, w departamencie Nord. W 2013 roku jej populacja wynosiła 956 mieszkańców. Jest najniżej położonym punktem we Francji (2 m p.p.m.). Nazwa miejscowości pochodzi z języki flamandzkiego i oznacza „bagno”. 
1 stycznia 2016 roku połączono dwie wcześniejsze gminy: Ghyvelde oraz Les Moëres. Siedzibą gminy została miejscowość Ghyvelde, a nowa gmina przyjęła jej nazwę. 